# Aeropuerto Internacional de Cayo Hueso
El Aeropuerto Internacional de Cayo Hueso o el Key West International Airport (IATA: EYW, OACI: KEYW, FAA LID: EYW) es un aeropuerto público localizado a dos millas (3 km) al este del distrito financiero de Cayo Hueso, en el condado de Monroe, Florida, Estados Unidos.

## Aerolíneas y destinos

### Pasajeros
| Aerolíneas        | Destinos |
| ----------------- | --- |
| Allegiant Air     | Asheville, Cincinnati, Indianápolis, Knoxville (inicia el 3 de octubre de 2025), Orlando/Sanford, Pittsburgh, San Petersburgo/Clearwater |
| American Airlines | Charlotte, Dallas/Fort Worth, Filadelfia                                                                                                 |
| American Eagle    | Charlotte, Miami, Washington–National Estacional: Boston, Chicago–O'Hare, Filadelfia, Nueva York–LaGuardia                               |
| Breeze Airways    | Orlando, Raleigh/Durham (inicia el 3 de octubre de 2025), Tampa                                                                          |
| Delta Air Lines   | Atlanta |
| Delta Connection  | Atlanta Estacional: Nueva York–LaGuardia                                                                                                 |
| JetBlue Airways   | Estacional: Boston |
| Spirit Airlines   | Fort Lauderdale (inicia el 6 de noviembre de 2025)                                                                                       |
| United Airlines   | Newark Estacional: Chicago–O'Hare, Washington–Dulles                                                                                     |
| United Express    | Newark Estacional: Chicago–O'Hare, Washington–Dulles                                                                                     |

## Estadísticas

### Tráfico anual

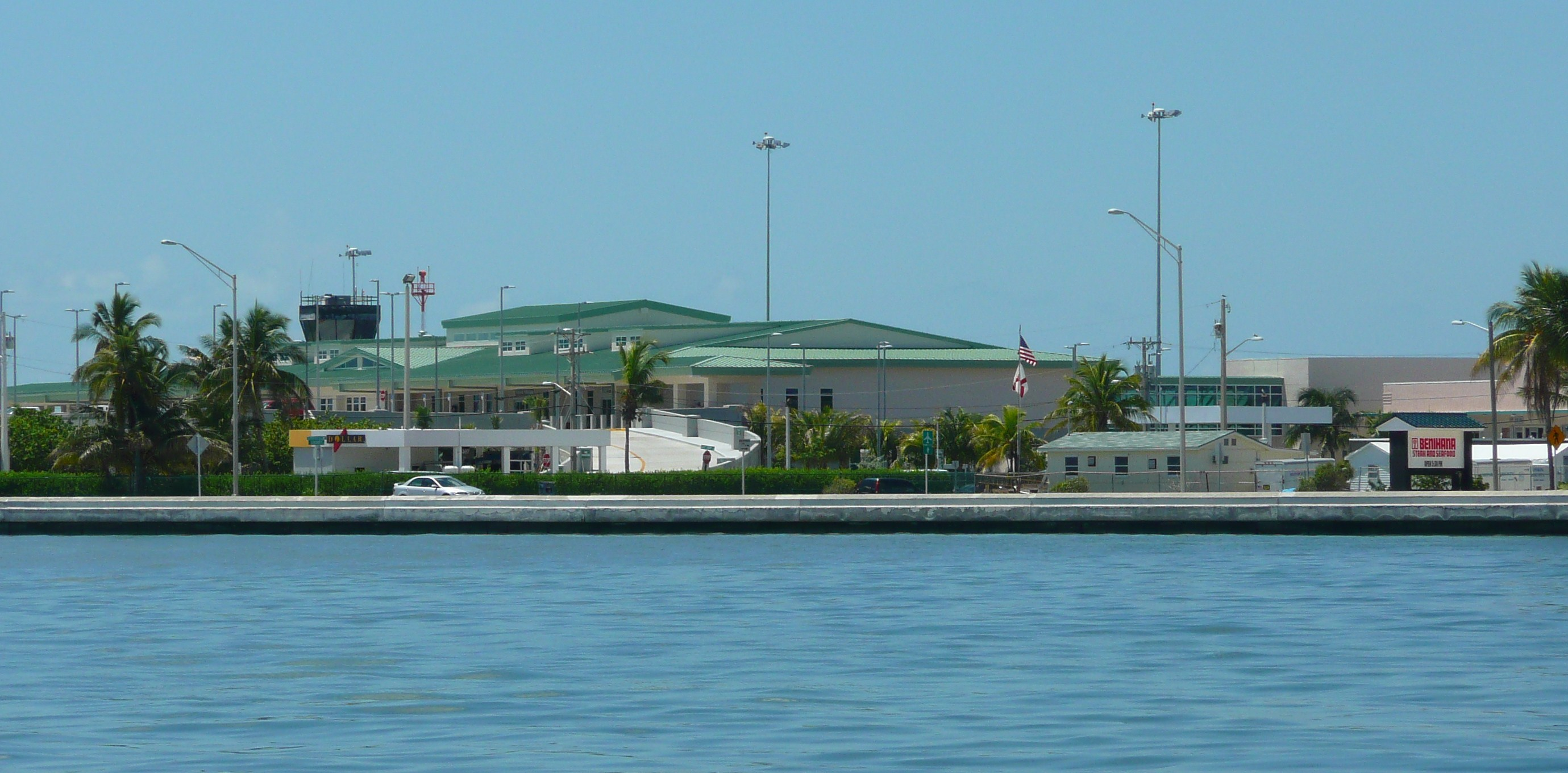
La terminal vista desde el Océano Atlántico.

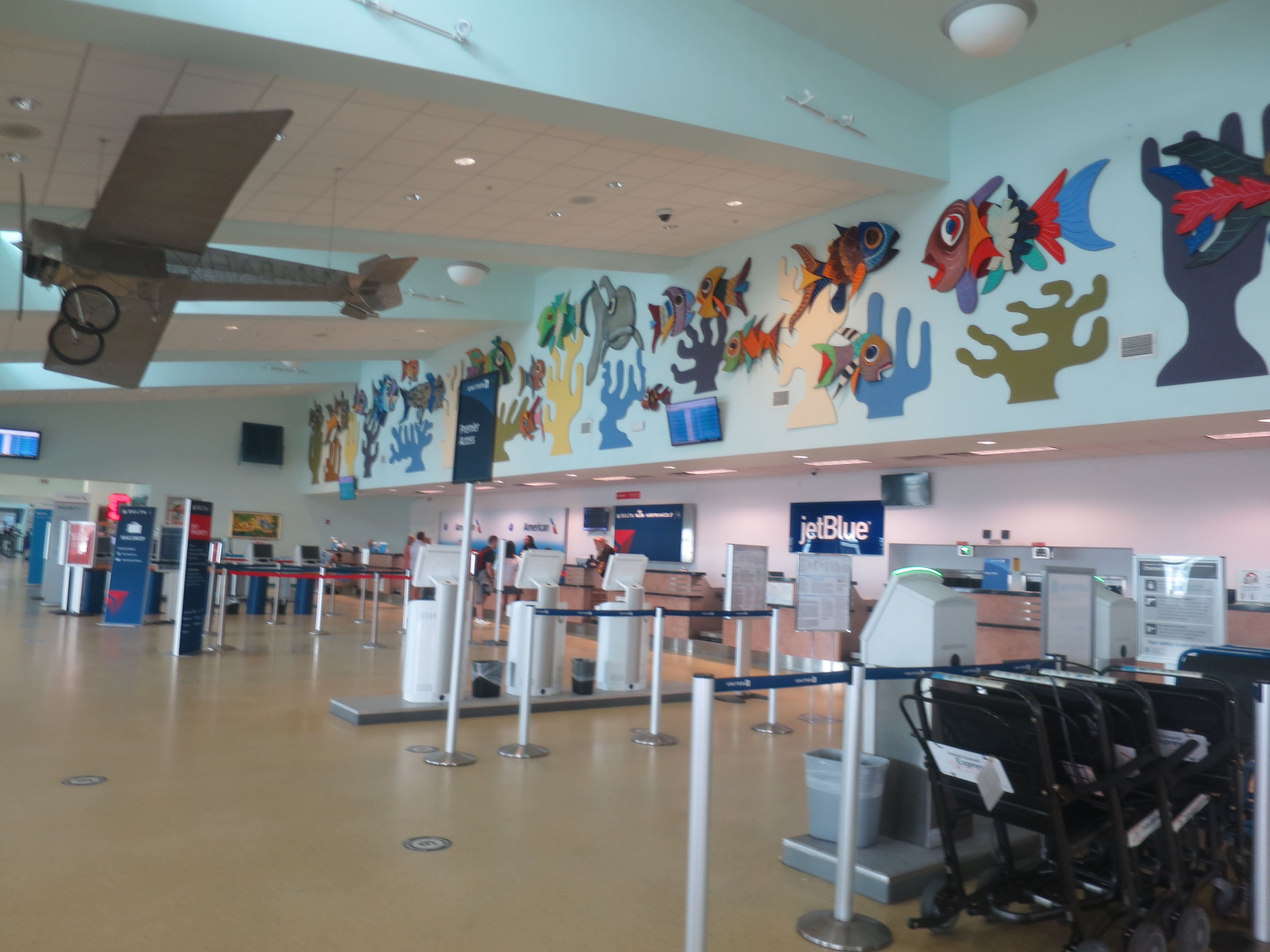
Zona de documentación del aeropuerto.

| Año  | Pasajeros |
| ---- | --------- |
| 2000 | 292,508   |
| 2001 | 261,809   |
| 2002 | 272,440   |
| 2003 | 299,193   |
| 2004 | 298,790   |
| 2005 | 314,075   |
| 2006 | 294,047   |
| 2007 | 270,781   |
| 2008 | 231,339   |
| 2009 | 234,322   |
| 2010 | 287,359   |
| 2011 | 335,603   |
| 2012 | 370,637   |
| 2013 | 402,842   |
| 2014 | 383,776   |
| 2015 | 362,108   |
| 2016 | 380,505   |
| 2017 | 392,381   |
| 2018 | 870,237   |
| 2019 | 969,069   |
| 2020 | 641,876   |
| 2021 | 1,481,683 |
| 2022 | 1,421,011 |
| 2023 | 1,309,009 |
| 2024 | 1,449,649 |